# Odal (Band)
Odal ist der Name einer Pagan-Metal-Band aus Thüringen. Der Band wird aufgrund ihres Namens, ihrer Labelzugehörigkeit
und kontroverser Aussagen in Interviews eine Verbindung zum Rechtsextremismus nachgesagt.

## Bandgeschichte
Odal wurde von Sänger und Gitarrist Taaken 1999 zunächst als Nebenprojekt von der Band Aske gegründet. Jedoch überwarf sich Taaken mit Bandgründer Svart und die Band löste sich auf. Nach mehreren EPs erschien 2002 das Debütalbum Sturmes Brut über Darkland Records. Anschließend wechselte Odal zu Christhunt Productions, wo die beiden Alben ...wilde Kraft und Zornes Heimat erschienen.
2016 erschien das vierte Album Geistes Unruh über Eisenwald Tonschmiede. Am 23. April 2021 folgte das aktuelle, fünfte Album Welten Mutter.

## Stil
Musikalisch ist Odal an Darkthrone angelehnt. Weitere musikalische Einflüsse sind Isvind, Immortal, Moonblood, Burzum, Venom, Emperor, Satyricon und Mayhem. Textlich behandelt die Band Themen wie Heidentum, germanischen Vorfahren und Schlachten.

## Kontroverse
Nach Ansicht Hans Peter Kilguss lässt sich das Demo Germansk aus dem Jahr 2000 rechtsextremistisch deuten:

„Gott des Krieges, geleit uns zur Schlacht, zu schlagen die Plage, die uns der Süden gebracht! Unter dem Zeichen der Sonne lass unsere Horden ziehen, für unsere Ahnen und das Sonnenrad! Heer des Donners führ uns zum Sieg, führ den Kampf im heiligen Krieg!“

 Dort würden die üblichen rechtsextremen Chiffren verwendet werden: das Sonnenrad sei hier gleichzusetzen mit dem Hakenkreuz und die „Plage aus dem Süden“ stünde für das Judeo-Christentum. Kritisiert wurde zudem die Zusammenarbeit mit dem Label Christhunt Productions, welches auch offen rechtsextremistische Bands unter Vertrag hielt.
Aufgrund des Bandnamens, der auf den historischen Rechtsbegriff Odal zurückgeht, wurden von Kritikern zudem Assoziationen zur gleichnamigen Odal-Rune gezogen (einer abweichenden Variante der historischen Othala-Rune) die in der NS-Zeit und später als Kennzeichen rechtsextremistischer Organisationen diente. Allerdings findet sich die Rune selbst nicht in der Darstellung der Band und namentlich wird häufig (insbesondere im englischsprachigen Raum) nicht von der historischen Variante unterschieden, da die Bezeichnung als Odal-Rune noch auf eine etymologische Interpretation Jacob Grimms zurückgeht.
Des Weiteren wurden provokante und misanthropische Äußerungen Taakes in verschiedenen Fanzines zum Anlass genommen, ihm ein ausländerfeindliches und antisemitisches Weltbild anzulasten.
Die Band widersprach den Anschuldigungen, zuletzt im Januar 2021 folgend:

“Odal have never felt the need previously to make grand announcements or release statements, however in this particular matter, we feel it is important to address certain misunderstandings that have recently surfaced surrounding our band and what it is that we stand for. We recently discovered on Wikipedia that we have suddenly – and inexplicably – appear listed as an NSBM band. We can only assume this is as a result of statements taken from past interviews that have been taken completely out of context and reinterpreted in a way that is neither objective nor fair. That however is the other side of the media for you. As for our label situation – we also left Christhunt Productions in 2016 - the label was heading into an increasingly political direction since we signed back in 2001 and when our contractual obligations ended with the last CD release, we moved on and have been working with Eisenwald ever since, a label that focusses exclusively on art and music. We believe therefore that there has been a deep misunderstanding of all that Odal as a band stands for. Our lyrics have never been political. WE have never been political – neither left or right. We speak of nature, mysticism, the forest, heathen Gods, isolation and misanthropy. We rarely print our lyrics as they have always been something very personal to us. We also need to state that just because runes have been abused in other contexts – and especially the Odal rune – does not mean that it has lost its original meaning. Runes are much older and carry far more weight than many so-called modern but still primitive organisations – and they have a lot more to say.”

## Nebenprojekte
Neben Odal war und ist Taaken außerdem in diversen weiteren Bands aktiv, so bei Wolfsschrei, Barastir und Raven’s Empire, bei der sein Bruder Raven am Gesang mitwirkt. Er ist außerdem Kopf des Labels Irminsul Vertrieb beziehungsweise Irminsul Records, auf dem unter anderem Bands wie The Martyrium und viele seiner Sideprojekte erschienen, sowie des gleichnamigen Fanzines.

## Diskografie
Studioalben
- 2002: Sturmes Brut (CD; Darkland Records)
- 2005: ...wilde Kraft (CD; Christhunt Productions)
- 2008: Zornes Heimat (CD; Christhunt Productions)
- 2016: Geistes Unruh (CD/12"; Eisenwald Tonschmiede)
- 2021: Welten Mutter (CD; Eisenwald Tonschmiede)

EPs
- 2001: Germansk (MC; Eigenveröffentlichung)
- 2001: Traitor (CD; Eigenveröffentlichung)
- 2002: Fimbul Winter (7"; Christhunt Productions)
- 2003: Einst verehrt von allen (CD; Christhunt Productions)
- 2016: Der Dunkelheit Reiter (12"; Black Devastation Records)

Splits
- 2003: Odal / Raven’s Empire - Einst verehrt von allen / Vae Victis (7"; Christhunt Productions)
- 2004: Odal / Surturs Lohe - Und auf Erden tobt die Schlacht / Enter the Fields of Clear Blue Sky (7"; Christhunt Productions)
- 2004: Branstock / Cultus / Odal / Deathgate Arkanum (Lied: Des Wodans Zorn) (10"; Heidens Hart)
- 2009: Odal / Sõjaruun (Lied: Veitstanz) (7"; Black Devastation Records)

Kompilationen
- 2007: On Old Paths (CD; Klaxon Records)
- 2009: ...wilde Kraft / Einst verehrt von allen (LP; Christhunt Productions)
- 2013: Discography Box 2013 (10xCD; Fallen-Angels Productions)